# Bart the Murderer
Bart the Murderer är det fjärde avsnittet i Simpsons säsong 3. Avsnittet sändes i USA den 10 oktober 1991. I avsnittet vaknar Bart och äter frukost tillsammans med Lisa. Flingpaket ska innehålla en polisbricka och Bart anklagar Lisa för att hon har stulit den. Då Bart går in sitt rum möter han Santa's Little Helper som äter upp hans läxor. Bart missade skolbussen och kom till skolan 40 minuter försenat. På eftermiddagen åker hela skolan utom Bart till chokladfabriken då han glömde lappen med föräldrarnas underskrift hemma. Istället får han stanna i skolan och slicka igen kuvert. På vägen hemma snubblar Bart framför en herrklubb.
Avsnittet skrevs av John Swartzwelder och regisserades av Rich Moore. I avsnittet medverkade Joe Mantegna som Fat Tony för första gången. Avsnittet innehåller sångerna "Witchcraft" och "Fine Day", samt referenser till MacGyver och Maffiabröder. Vid första sändningstillfället var avsnittet det mest sedda programmet under den veckan på FOX.

## Handling
Bart Simpson vaknar och äter frukost tillsammans med Lisa Simpson. Flingpaketet ska innehålla en polisbricka och Bart anklagar Lisa för att hon har stulit den. Då Bart går in sitt rum möter han Santa's Little Helper som äter upp hans läxor. Bart missade skolbussen och kom till skolan 40 minuter försenad. På eftermiddagen åker hela skolan utom Bart till chokladfabriken, då han glömde lappen med föräldrarnas underskrift hemma. Istället får han stanna i skolan och slicka igen kuvert. På vägen hem snubblar Bart framför en herrklubb. 
Klubbens ägare Fat Tony D'Amico visar honom runt och ber honom blanda till en Manhattan. Han börjar jobba för dem och får 3 $ i veckan. Hemma misstänker Homer att Bart har börjat röka, eftersom han har hittat cigaretter i hans rum. Bart förklarade att han bara tar hand om paketen några dagar. På nyheterna visas ett inslag om stulna cigaretter. Fat Tony förklarar för Bart att det är okej att sno. 
Då Bart klottrar tillsammans med några vänner blir han tagen av Seymour Skinner, som han mutar. Det slutar med att Bart får kvarsittning och kommer för sent till jobbet. Nästa dag är Seymour försvunnen och Bart drömmer om att han har dödat honom. Polisen gör en razzia mot klubben och griper Bart Simpson och Fat Tony. Klubbens medlemmar har gått emot honom och vittnar mot honom i rättegången. Då domen ska avkunnas dyker Seymour upp och förklarar att han varit hemma hela tiden.

## Produktionen
Episoden skrevs av John Swartzwelder och regisserades av Rich Moore. Handling liknar filmen Maffiabröder, själva idén bestämdes dock innan filmen hade premiär. I avsnittet gör karaktären Fat Tony och hans vänner sitt första framträdande i serien. Fat Tony spelades av Joe Mantegna. I avsnittet medverkar Neil Patrick Harris som sig själv spelande Bart Simpson. Phil Hartman medverkar också som Troy McClure och Lionel Hutz. Fat Tonys utseende härstammar från karaktären Paul Cicero i Maffiabröder.
Författarna ville ursprungligen ha den amerikansk skådespelare Sheldon Leonard som röstskådespelare till Fat Tony. Joe Mantegna fick förfrågan under säsong 2 om han ville medverka. I en intervju i The A.V. Club, säger sig Joe Mantegna att han tror att valdes efter sin prestation i Gudfadern III. Joe Mantegna har därefter medverkat som gästskådespelare i flera avsnitt av Simpsons som  Fat Tony.

## Kulturella referenser
Sekvensen där Bart ramlar omkull i trapphuset till maffian är en referens till filmen Maffiabröder. Samtliga hästar som springer i avsnittet härstammar från anminerade tv-serier, "Ain't I a Stinker?" (Snurre Sprätt), "Yabba Dabba Doo" (Fred Flinta), "Sufferin' Succotash" (Sylvester), "That's All Folks" (Pelle Pigg), "I Yam What I Yam" (Karl-Alfred) samt Barts egna uttryck, "Eat my shorts!" och "Don't have a cow!".
Låten "One Fine Day" av The Chiffons spelas upp när Bart serverar drinkar till maffian under ett parti poker. Författarna ville ursprungligen använda låten "Be My Baby" av The Ronettes till scenen. I avsnittet sjunger Bart delar av Frank Sinatra-låten "Witchcraft".
Scenen där Bart vaknar upp efter en mardröm i avsnittet är en referens från Gudfadern, där Jack Woltz skriker efter att han vaknade upp i sängen och hittade en halshuggen hästhuvud vid sängkanten.  När Skinner frigör sig från att vara instängd under tidningarna gör han på samma sätt som Angus MacGyver rymde i MacGyver.

## Mottagande
Under sändningsveckan hamnade avsnittet på 31:a plats av mest sedda TV-program i USA vilket motsvarar 12,5 miljoner tittare och blev det mest sedda programmet på FOX under veckan. John Orvted skrev i Vanity Fair att detta är det åttonde bästa avsnittet av Simpsons.
Nate Meyers på Digitally Obsessed och Andy Patrizio på IGN anser att detta är det bästa avsnittet från hela säsong 3. Andra som berömt avsnittet är kritikerna Bill Gibron och Colin Jacobson. Avsnittets referenser till Maffiabröder hamnade på 28:e plats på Total Films lista över bästa filmreferenser.